# Setge de Calvi
El setge de Calvi fou una de les batalles de la campanya naval d'Alfons el Magnànim

## Antecedents
Els complexos jocs d'aliances i rivalitats locals no permetien conquestes duradores de Còrsega, agreujat pel conflicte del Cisma d'Occident, en què els corsos estaven dividits pel suport a Joan XXIII, ajudat pels pisans i Benet XIII, ajudat pels genovesos.
Vicentello d'Istria aterra a l'illa amb una força militar aragonesa, i traient profit de les rivalitats pren fàcilment el control de Cinarca i Ajaccio. Acordant amb els bisbes en favor dels Pisans, va estendre la seva influència a la terra i aixeca el castell de Corte el 1419, deixant la influència genovesa reduïda a Bonifacio i Calvi. Vincentelli, amb el títol de Virrei de Còrsega, establia el 1420 la seu del seu govern a Biguglia.
El 1420 Alfons el Magnànim va enviar una flota a Sicília, Còrsega i Nàpols, per lluitar contra els genovesos, que va partir dels Alfacs (Sant Carles de la Ràpita) i es presenta amb una gran flota en el mar enfront de Còrsega amb la intenció de prendre possessió personalment del Regne de Sardenya i Còrsega. Després de pacificar l'Alguer (Sardenya) amb un estol de 24 galeres pròpies i 5 venecianes, es va dirigir a Calvi.

## El setge
Als pocs dies de setge per terra i per mar, la ciutat es va rendir.

## Conseqüències
Caiguda Calvi, al nord de Còrsega el setembre de 1420 es va dirigir a Bonifacio, al sud de l'illa.
La ciutat quedà en mans d'Alfons el Magnànim fins a l'abril de 1421